# Stegias angusta
Stegias angusta är en kräftdjursart som beskrevs av Hugo Frederik Nierstrasz och Brender a Brandis 1931. Stegias angusta ingår i släktet Stegias och familjen Bopyridae. Inga underarter finns listade i Catalogue of Life.